# Carl Gustaf Löwenhielm (militär)
Carl Gustaf Löwenhielm, född 25 september 1732, död 15 maj 1788 i Karlstad, var en svensk greve och militär. Han var farfar till Carl Gustaf Löwenhielm.
Löwenhielm blev student vid Uppsala universitet 1743 och vid Lunds universitet 1744. Han blev 1744 volontär vid Livgardet och senare befordrad till sergeant där. Löwenhielm blev 1749 fänrik vid Hamiltons regemente och 1750 vid Livgardet, kapten vid Hessensteinska regementet 1754, transporterades till Närkes och Värmlands regemente samma år och blev kammarherre 1757. Han blev adjutant vid livdrabantkåren 1763 och kvartermästare där 1767.  Löwenhielm blev överste i armén 1770 och var 1772–1773 chef för Södra skånska kavalleriregementet. Han blev 1770 riddare av Svärdsorden.
Carl Gustaf Löwenhielm var son till kanslipresidenten Carl Gustaf Löwenhielm och Anna Elisabet Kolthoff. Han skrev sig till Apertin och Karlslund i Stora Kils socken och Katrineberg i Nedre Ulleruds socken.